# Zangief
Zangief (tên đầy đủ Victor Zangief) là một nhân vật trong loạt trò chơi đối kháng Street Fighter của Capcom. Được thiết kế bởi Yasuda Akira và xuất hiện lần đầu trong Street Fighter II, Zangief được thiết kế là một đô vật chuyên nghiệp đến từ Liên Xô. Zangief được cho là nhân vật đối kháng đầu tiên chỉ tập trung vào những cú túm và vật. Nhân vật này được cho là hư cấu nguyên mẫu từ đô vật Ivan Koloff (biệt danh Gấu Nga).

## Thiết kế
Được thiết kế bới Yasuda Akira, Zangief là một trong những nhân vật đô con và cơ bắp nhất của trò chơi. Ông được thiết kế là một nhân vật mạnh mẽ nhưng chậm chạp. Funamizu Noritaka, đứng đầu nhóm Nghiên cứu và Phát triển của Capcom đã cho biết rằng Zangief là một trong những nhân vật phổ biến nhất của Street Fighter ở Bắc Mĩ, chỉ sau Ryu và Guile.

## Xuất hiện
Zangief xuất hiện lần đầu trong trò chơi giành nhiều thành công là Street Fighter II. Nhân vật này còn xuất hiện trong Street Fighter Zero, Capcom vs. SNK và Street Fighter IV. Ngoài ra, nhân vật này còn góp mặt trong nhiều phim và truyện tranh có liên quan.

## Đón nhận
IGN xếp Zangief ở vị trí thứ 13 trong "top 25 nhân vật Street Fighter". GameDaily xếp nhân vật này ở vị trí thứ 3 trong "top 20 nhân vật Street Fighter trong mọi thời đại" và UGO Networks xếp ông trong "top 50 nhân vật Street Fighter tốt nhất".